# Louis Pistono

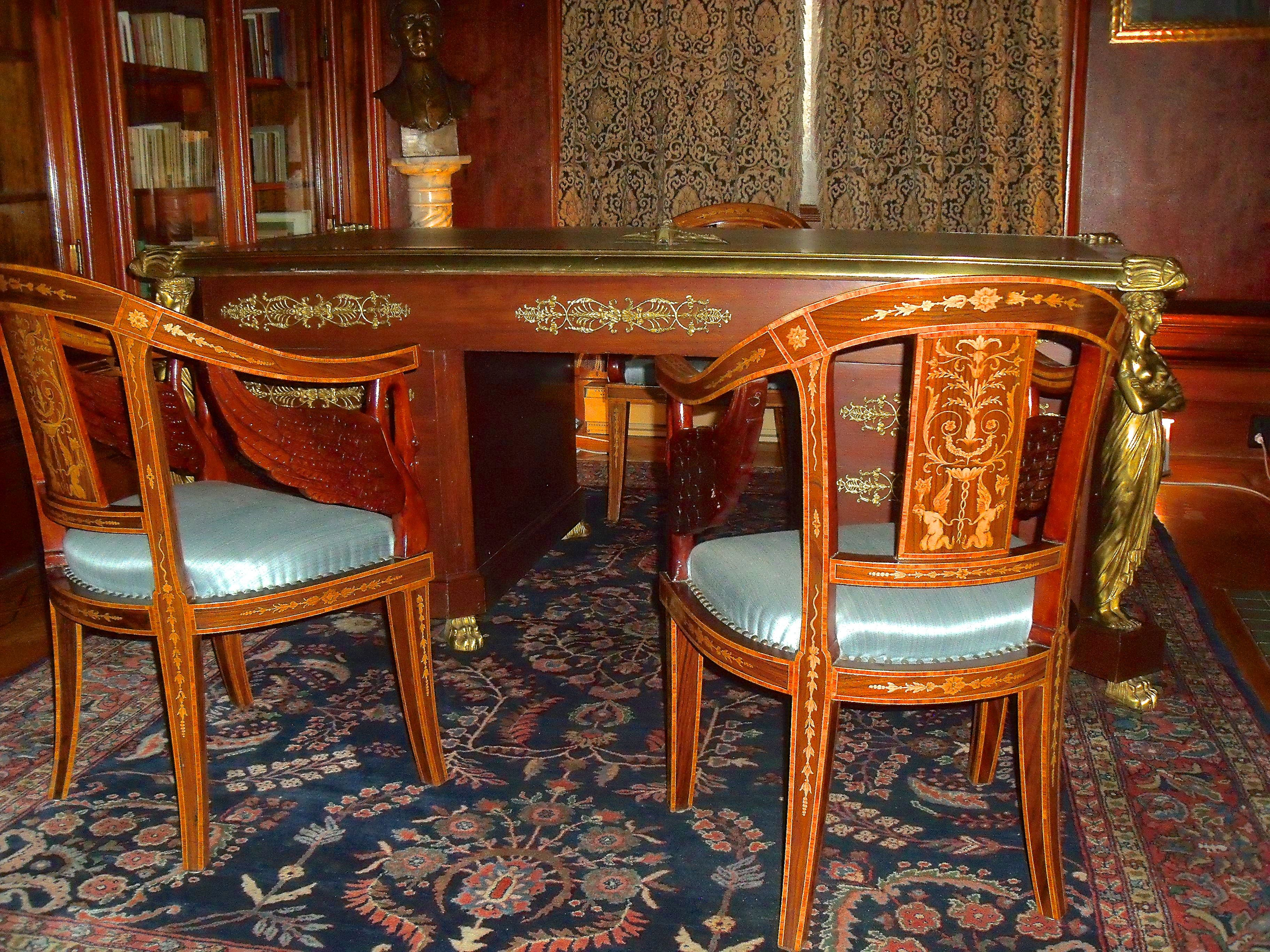
Bureau de style Empire et fauteuils de style Restauration par Louis Pistono (Musée Dufresne-Nincheri)

Louis-Antoine Pistono, né le 22 septembre 1888 à Chambéry et mort le 16 août 1976 à Montréal, est un ébéniste montréalais d'origine française.
Parmi sa clientèle, Louis Pistono a produit des meubles pour les frères Oscar et Marius Dufresne, Robert Bourassa, Joseph Simard de Sorel, Pierre Elliott Trudeau, Louis Robichaud, Jean Drapeau, Ernest Cormier ainsi que la famille Desmarais.

## Biographie
Louis-Antoine Pistono naît le 22 septembre 1888 dans la commune française de Chambéry située en Savoie. Il est l'unique fils de G. Pistono, d'origine italienne, et de Claudine Quidoz, d'origine française. Lors d'un voyage à Agliè en Italie, il rencontre sa future épouse, Maria-Antoinette Prola, avec qui il aura en 1910 un fils prénommé Romolo dans le département de Piémont en Italie. À la même époque, Louis Pistono reçoit une formation en décoration à Lyon. À la veille de la Première Guerre mondiale, le couple décide de quitter l'Europe pour le Canada. Ils arrivent à Montréal par bateau en 1915. Maria est alors enceinte de leur première fille, Yvette.
Dès son arrivée au Canada, Louis Pistono s'installe à Sainte-Thérèse et travaille pour Kuidoz et Sénécal, des fabricants de pianos. Puis, il ouvre son premier atelier sur la rue des Carrières à Montréal. Par la suite, il s'installe successivement dans des ateliers situé au 974, rue Saint-Denis en 1918, puis aux 4256 et 4240 de la même rue dans les années 1920.
Louis Pistono devient l'associé de M. Crépeau. Dans son équipe, on retrouve notamment Édouard Boucher (dessinateur), Albert Le Bigot (sculpteur et ébéniste), Quinto Pambianchi (ouvrier de finition), Alfred Dupras (livreur) et M. Chartrand (comptable). Entre 1950 et 1960, la période la plus prospère de l'atelier Pistono, plus d'une trentaine d'ébénistes, sculpteurs et ouvriers étaient à l'emploi de Louis Pistono. Par ailleurs, « il semble que Louis Pistono n'engageait pas les travailleurs de bois locaux ni les diplômés de l'école du meuble, mais favorisait plutôt les travailleurs immigrants apportant un style venu des vieux pays. »
Vers 1930, au départ de son associé, M. Crépeau, Louis Pistono s'associe avec son fils Romolo et crée l'Atelier Louis Pistono et fils dans laquelle son fils propose à la clientèle ses services de concepteur-décorateur.
Louis Pistono meurt le 16 août 1976 à Montréal et repose dans le lot familial du cimetière de Saint-Laurent.
Parmi sa clientèle, Louis Pistono a produit des meubles pour Robert Bourassa, Joseph Simard de Sorel, Pierre Elliott Trudeau, Louis Robichaud, Jean Drapeau, Ernest Cormier ainsi que la famille Desmarais.

## Principales collections
- Musée Dufresne-Nincheri
- Musée McCord
- Collection Jean-Marie Gauvreau

## Source
- Richard Ouellet, « Dossier: Histoire du meuble/Les Ateliers Pistono et fils (1920-1970) », Bulletin de la Société d'histoire et de généalogie du Plateau-Mont-Royal, vol. 5, no 4,‎ hiver 2010-2011, p. 12 (lire en ligne)